# イェス・トルップ
イェス・トルップ（Jess Thorup、1970年2月21日 - ）は、デンマーク・エスビャウ出身の元サッカー選手、現サッカー指導者。現役時代のポジションはFW。2023年10月よりFCアウクスブルクの監督を務めている。

## 経歴

### 選手時代
現役時代は主にデンマーク国内のクラブでプレーし、プロデビューから7年間を過ごしたオーデンセBKでは1度のリーグ優勝と2度の国内カップ優勝を経験した。

### 指導者時代
現役時代に約8年間在籍したエスビャウfBのアシスタントコーチとして指導者キャリアをスタートさせ、2011年3月にトップチームの監督に就任すると、2011-12シーズンにはクラブを2部リーグ優勝に導いた。その後、U-21デンマーク代表監督を務め、2015年7月にFCミッティランの監督を務めることが発表された。ミッティランでは就任3シーズン目にデンマーク・スーペルリーガ優勝をクラブにもたらしている。
2018年10月10日、ベルギーのKAAヘントの監督に招聘された。2020年9月には同じくベルギーのKRCヘンクでも指揮を執ったが、いずれも無冠に終わっている,。
2020年11月2日、デンマークに戻り、FCコペンハーゲンの監督に就任した。就任2シーズン目の2021-22シーズンには、古巣ミッティランと優勝争いを繰り広げ、勝ち点3でミッティランを上回り、見事リーグ制覇を果たした。
2023年10月15日、ブンデスリーガで15位に沈んでいたFCアウクスブルクの監督に就任した。

## タイトル

### クラブ
オーデンセBK
- ファーストディヴィジョン : 1回 (1989)
- デンマーク・カップ : 2回 (1990-91, 1992-93)

### 監督
エスビャウ
- デンマーク・ファーストディビジョン : 1回 (2011-12)
- デンマーク・カップ : 1回 (2012-13)

ミッティラン
- デンマーク・スーペルリーガ : 1回 (2017-18)

FCコペンハーゲン
- デンマーク・スーペルリーガ : 1回 (2021-22)